# Felice Gasperi
Felice Gasperi (26. prosinec 1903, Bologna, Italské království – 23. květen 1982, Città Sant'Angelo, Itálie) byl italský fotbalový obránce.
Spolu s Giannim a Monzegliem vytvořil ve dvacátých a třicátých letech 20. století defenzivní trojici v Boloni. Během své kariéry vždy hrál v týmu Rossoblu. Dlouhých 17 sezon odehrál za rodný klub a stal se se 401 celkových utkání šestým hráčem všech dob v historii klubu. Svou kariéru začal jako levý záložníka, kdy vstřelil dva góly. Právě s příchodem vídeňského trenéra Felsnera se stal levým obráncem s dresem s číslem 3 a od té chvíle se zařadil mezi téměř nenahraditelné pilíře formace. Získal čtyři tituly (1924/25, 1928/29, 1935/36, 1936/37) a dva Středoevropské poháry (1932, 1934).
Za reprezentaci odehrál 8 utkání. Stal se bronzovým medailistou na OH 1928.

## Hráčská statistika
| Sezóna  | Klub    | Liga      | Liga   | Liga | Ligové poháry | Ligové poháry | Ligové poháry | Kontinentální poháry | Kontinentální poháry | Kontinentální poháry | Celkem | Celkem |
| Sezóna  | Klub    | Soutěž    | Zápasy | Góly | Soutěž        | Zápasy        | Góly          | Soutěž               | Zápasy               | Góly                 | Zápasy | Góly   |
| ------- | ------- | --------- | ------ | ---- | ------------- | ------------- | ------------- | -------------------- | -------------------- | -------------------- | ------ | ------ |
| 1921/22 | Bologna | 1. Divize | 3      | 1    | -             | 0             | 0             | -                    | 0                    | 0                    | 3      | 1      |
| 1922/23 | Bologna | 1. Divize | 5      | 2    | -             | 0             | 0             | -                    | 0                    | 0                    | 5      | 2      |
| 1923/24 | Bologna | 1. Divize | 19     | 0    | -             | 0             | 0             | -                    | 0                    | 0                    | 19     | 0      |
| 1924/25 | Bologna | 1. Divize | 19     | 0    | -             | 0             | 0             | -                    | 0                    | 0                    | 19     | 0      |
| 1925/26 | Bologna | 1. Divize | 24     | 2    | -             | 0             | 0             | -                    | 0                    | 0                    | 24     | 2      |
| 1926/27 | Bologna | 1. Divize | 25     | 1    | -             | 0             | 0             | -                    | 0                    | 0                    | 25     | 1      |
| 1927/28 | Bologna | 1. Divize | 31     | 0    | -             | 0             | 0             | -                    | 0                    | 0                    | 31     | 0      |
| 1928/29 | Bologna | 1. Divize | 29     | 0    | -             | 0             | 0             | -                    | 0                    | 0                    | 29     | 0      |
| 1929/30 | Bologna | Serie A   | 29     | 0    | -             | 0             | 0             | -                    | 0                    | 0                    | 29     | 0      |
| 1930/31 | Bologna | Serie A   | 31     | 0    | -             | 0             | 0             | -                    | 0                    | 0                    | 31     | 0      |
| 1931/32 | Bologna | Serie A   | 32     | 0    | -             | 0             | 0             | Stř. P               | 4                    | 0                    | 36     | 0      |
| 1932/33 | Bologna | Serie A   | 31     | 0    | -             | 0             | 0             | -                    | 0                    | 0                    | 31     | 0      |
| 1933/34 | Bologna | Serie A   | 31     | 0    | -             | 0             | 0             | Stř. P               | 8                    | 0                    | 39     | 0      |
| 1934/35 | Bologna | Serie A   | 23     | 1    | -             | 0             | 0             | -                    | 0                    | 0                    | 23     | 1      |
| 1935/36 | Bologna | Serie A   | 30     | 0    | IP            | 2             | 0             | Stř. P               | 2                    | 0                    | 34     | 0      |
| 1936/37 | Bologna | Serie A   | 16     | 0    | -             | 0             | 0             | Stř. P               | 2                    | 0                    | 18     | 0      |
| 1937/38 | Bologna | Serie A   | 5      | 0    | -             | 0             | 0             | -                    | 0                    | 0                    | 5      | 0      |
| Celkem  | Celkem  | Celkem    | 383    | 7    | -             | 2             | 0             | -                    | 16                   | 0                    | 401    | 7      |

## Hráčské úspěchy

### Klubové
- 4x vítěz 1. italské ligy (1924/25, 1928/29, 1935/36, 1936/37)
- 2x vítěz Středoevropského poháru (1932, 1934)

### Reprezentační
- 1x na MP (1931-1932 - stříbro)
- 1x na OH (1928 - bronz)